# IC 114
IC 114 је лентикуларна галаксија у сазвјежђу Рибе која се налази на листи објеката дубоког неба у Индекс каталогу.
Деклинација објекта је + 9° 54' 37" а ректасцензија 1h 26m 22,5s. Привидна величина (магнитуда) објекта IC 114 износи 14,2 а фотографска магнитуда 15,2. IC 114 је још познат и под ознакама UGC 1015, MCG 2-4-48, CGCG 436-50, PGC 5343.